# Американская государственная ассоциация по контролю над кормами
Американская государственная ассоциация по контролю над кормами (AAFCO, англ. The Association of American Feed Control Officials) —  это ассоциация добровольных членов местных, государственных и федеральных агентств. AAFCO — это частная некоммерческая организация, которая занимается:
- процессами определения ингредиентов, используемых в кормах для животных;
- разработкой единых формулировок и правил;
- специализированными тренингами для участников и промышленности в целом.

## Задачи
Главными задачами AAFCO являются:
- сохранение здоровья животных и человека;
- обеспечение защиты потребителей;
- обеспечение равных условий для упорядоченной торговли в промышленности кормов для животных.

AAFCO состоит из добровольцев, работающих в правительстве США, «которым по закону поручено регулировать продажу и распространение кормов для животных и лекарственных средств для животных». 
AAFCO предоставляет типовые правила и контрольные списки для надлежащей маркировки продуктов.

Естественные претензии. Если производитель кормов выпускает полностью натуральный продукт и хочет, чтобы на этикетке было указано «Только из натуральных продуктов», то по стандартам AAFCO каждый ингредиент должен быть натуральным.

Торговая марка и название продукта. Эти правила касаются использования упоминания ингредиентов в названии продукта. Как и если ингредиенты могут быть включены в название продукта, зависит от процентного содержания этого ингредиента в продукте и использования определенных дескрипторов.

Рекомендации по кормлению. Все корма для домашних животных, маркированные как полноценные и сбалансированные для любого или всех этапов жизни, должны включать инструкции по кормлению, в которых, как минимум, указано «Количество продукта на вес собаки / кошки». Также необходимо указать частоту кормления.

Гарантированный анализ. Здесь указывается процентное содержание каждого из питательных веществ в корме, аналогично этикетке пищевых продуктов для человека. Всегда требуется указание минимального процента белков, жиров и максимальный процент клетчатки и влаги.

AAFCO ежегодно печатает официальную публикацию в октябре. Онлайн-версия обновляется дважды в год и включает ссылку на онлайн-базу данных ингредиентов (ODI) для быстрой проверки ингредиентов и торговой марки.

### Чем не занимается AAFCO
AAFCO не регулирует, не тестирует, не одобряет и не сертифицирует корма для домашних животных». 
Кроме того, AAFCO не является агентством, которое автоматически разрешает продавать корма для животных. Только должностные лица регулирующих органов имеют право проверять, одобрять или отклонять товары для домашних животных.

### Взаимодействие с другими организациями
Над определением ингредиентов, используемых для производства кормов для животных совместно работают три группы организаций:
- AAFCO (Процесс определения ингредиентов AAFCO)
- Управление по санитарному надзору за качеством пищевых продуктов и медикаментов США, Центр ветеринарной медицины (FDA CVM)
- правительства штатов посредством ссылки или принятия официальных публикаций AAFCO в законодательстве штата.

AAFCO поддерживает веб-сайт «Бизнес в части кормов для домашних животных» (англ. «The Business of Pet Food»). Главная задача состоит в том, чтобы помочь объяснить нормативные обязательства, которые требуются для производства кормов для домашних животных.

AAFCO также поддерживает проект «AAFCO разъяснения о корме для домашних животных» (англ. «AAFCO Talks Pet Food») с удобными для потребителей веб-материалами о кормах для домашних животных.

## История
Свое начало организация берет в 1909 году. Уже в то время возникла необходимость гармонизации и унификации законов, которые регулируют обороты кормов для домашних животных между штатами.

AAFCO определяет ингредиенты, которые могут быть использованы в кормах для домашних животных вот уже на протяжении 100 лет.

В 2011 году количество определенных или признанных ингредиентов составило более 1000 наименований.

### Хронология основных событий AAFCO[1]
- 1909: основание организации;
- 1912: запрет на «скользящую шкалу» ингредиентов (15 -18% белка и др.);
- 1915: первые определения AAFCO;
- 1926: публикация первой книги англ. «Feed Control Officials»;
- 1933: запрещено слово «чистый» (англ. «pure») в наименованиях брендов;
- 1934: первое «официальное издание» англ. «Association of American Feed Control Officials»;
- 1939: запрет рекламы на этикетках кормов;
- 1954: создан Комитет по Кормам для Домашних Животных англ. «Pet Food Committee»;
- 1962: AAFCO приступила к проверке этикеток кормов для домашних животных с использованием рекомендаций PFI (англ. «Pet Food Institute»);
- 1967: приняты «Типовые правила для кормов для домашних животных» (англ.«Model Pet Food Regulations»);
- 1969: для кормов приняты определения «полный» и «сбалансированный»:
- 1980-е: исследование аминокислот на предмет требований к кормам;
- 1990-е: разработка профилей питания;
- 2000-e: разработаны обязательные требования в калориях, анализ углеводов, обзор документов Национального исследовательского совета (англ. «National Research Council»).

## Структура

### Заинтересованные стороны AAFCO
- Совет директоров;
- Государственные / федеральные / провинциальные регулирующие должностные лица (члены);
- Специальные рабочие группы;
- Представители производителей кормов (консультанты).

### Комитеты AAFCO
- Координаторы комитетов (занимаются взаимодействием между всеми комитетами);
- Некрология и пожизненное членство;
- Комитет по номинациям;
- Комитет по текущим вопросам и работе с общественностью;
- Комитет по образованию и обучению;
- Комитет по вопросам правоприменения;
- Комитет по производству кормов и кормовых ингредиентов;
- Комитет по маркировке кормов;
- Финансовый комитет;
- Комитет по определениям ингредиентов;
- Комитет по проверке и отбору проб;
- Комитет по лабораторным методам и услугам;
- Комитет по модельным законам и правилам;
- Комитет по кормам для домашних животных;
- Комитет программы проверки квалификации;
- Комитет по стратегическим вопросам;
- Подкомитет по подзаконным актам;
- Комитет по технологиям.